# Дён-сюр-Орон
Дён-сюр-Оро́н (фр. Dun-sur-Auron) — коммуна во Франции, находится в регионе Центр. Департамент — Шер. Главный город кантона Дён-сюр-Орон. Округ коммуны — Сент-Аман-Монтрон.
Код INSEE коммуны — 18087.

## География
Коммуна расположена приблизительно в 220 км к югу от Парижа, в 125 км юго-восточнее Орлеана, в 26 км к юго-востоку от Буржа.
По территории коммуны протекали две небольшие реки Орон и Эрен, а также канал Берриканал Берри.

## Население
Население коммуны на 2008 год составляло 3942 человека.
| 1962 | 1968 | 1975 | 1982 | 1990 | 1999 | 2006 |
| ---- | ---- | ---- | ---- | ---- | ---- | ---- |
| 3982 | 3995 | 4154 | 4238 | 4261 | 4013 | 3942 |

## Администрация
| Период | Период | Фамилия       | Партия                    | Примечания |
| ------ | ------ | ------------- | ------------------------- | ---------- |
| 1983   | 1989   | Берт Фьеве    | Социалистическая партия   |            |
| 1989   | 1995   | Бернар Буссар | Разные правые             |            |
| 1995   | 2014   | Луи Косин     | Союз за народное движение |            |

## Экономика
В 2007 году среди 2303 человек в трудоспособном возрасте (15-64 лет) 1575 были экономически активными, 728 — неактивными (показатель активности — 68,4 %, в 1999 году было 68,4 %). Из 1575 активных работали 1415 человек (716 мужчин и 699 женщин), безработных было 160 (70 мужчин и 90 женщин). Среди 728 неактивных 178 человек были учениками или студентами, 313 — пенсионерами, 237 были неактивными по другим причинам.

## Достопримечательности
- Церковь Сент-Этьен[фр.] (XI век). Исторический памятник с 1840 года[3]
- Музей канала Берри
- Руины замка Буа-Сир-Эме, в котором жила Агнесса Сорель, возлюбленная французского короля Карла VII
- Замок Дён-сюр-Орон. Исторический памятник[4]

## Фотогалерея

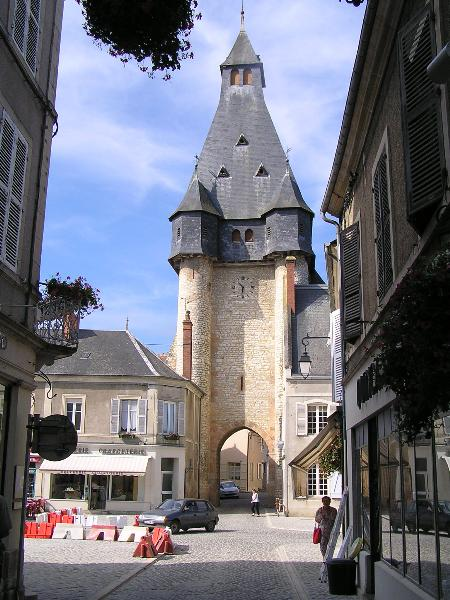
Башня замка Дён-сюр-Орон
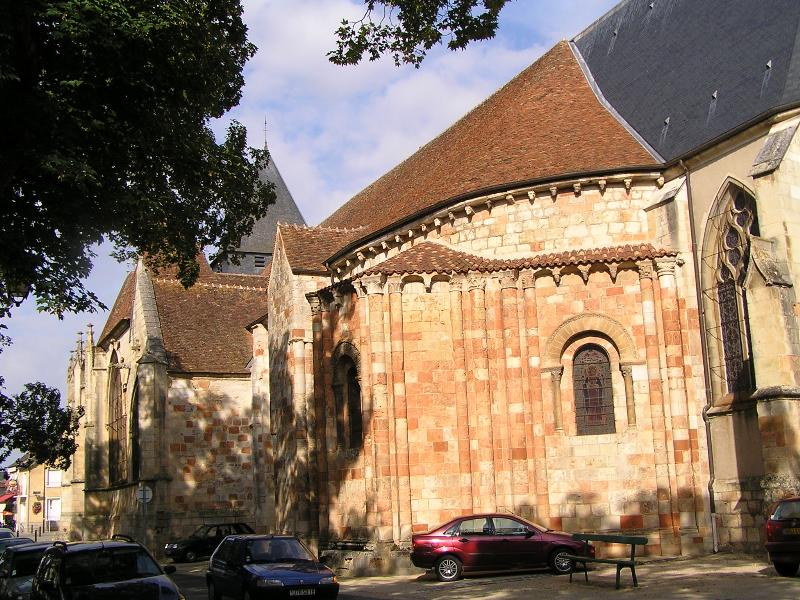
Церковь Сент-Этьен
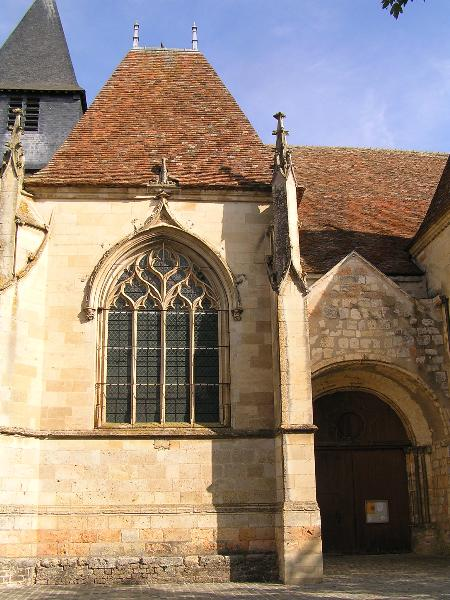
Церковь Сент-Этьен
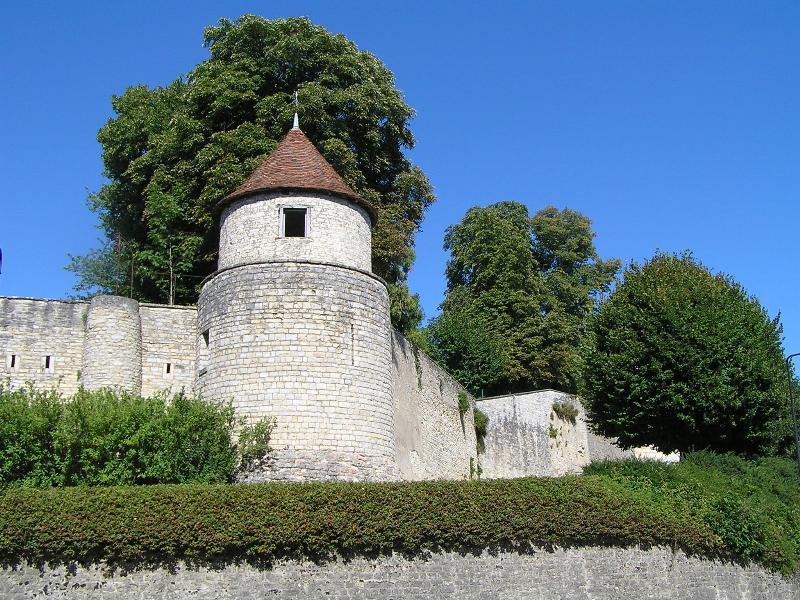
Фортификационные сооружения
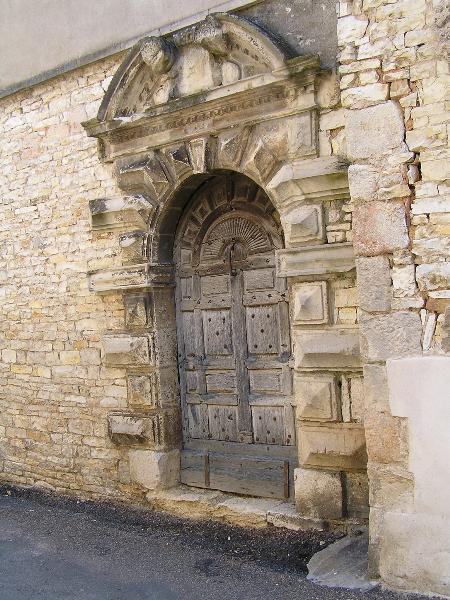
Ворота